# Поставленная Вновь
Поставленная Вновь — опустевшая деревня в составе Опаринского района Кировской области. 

## География
Находится на расстоянии примерно 38 километра по прямой на запад-юго-запад от районного центра поселка Опарино недалеко от села Молома.

## История
Известна с 1891 года, в 1926 году 42 двора и 251 житель, в 1950 году дворов 40 и жителей 141, в 1989 году 10 постоянных жителей. До 2021 года входила в Опаринское городское поселение Опаринского района, ныне непосредственно в составе Опаринского района. 

## Население
Постоянное население  составляло 2 человека (русские 100%) в 2002 году, 0 в 2010.